# Szmaragdolotka białodzioba
Szmaragdolotka białodzioba (Psittacara labati) – gatunek średniej wielkości ptaka z rodziny papugowatych (Psittacidae). Występował endemicznie na Gwadelupie, ostatni raz stwierdzony w 1750. Wymarły. Nie zachowały się żadne okazy.

## Taksonomia
Gatunek opisał jako pierwszy Jean-Baptiste Labat w 1742; papugi te żyły na Gwadelupie. Naukowo opisał szmaragdolotkę białodziobą Walter Rothschild na łamach „Bulletin of the British Ornithologists’ Club” w 1905. Nadał jej nazwę Conurus labati. Obecnie (2021) akceptowaną przez BirdLife International nazwą jest Psittacara labati. Międzynarodowy Komitet Ornitologiczny nie uznaje tego gatunku (2021). Nie zachowały się żadne okazy muzealne.

## Charakterystyka
Jedyny znany opis sporządził Labat w 1742:

[...] są rozmiarów kosa, całe zielone z wyjątkiem kilku czerwonych piórek, które mają na głowach. Dziób jest biały. Są bardzo łagodne, ujmujące i łatwo uczą się mówić.

Do wydanego w 1907 dzieła Extinct Birds Rothschilda załączona była tablica barwna autorstwa Keulemansa z rekonstrukcją wyglądu szmaragdolotki białodziobej.

## Status
IUCN uznaje szmaragdolotkę białodziobą za gatunek wymarły (EX, Extinct). Gatunek opisano w 1742. Du Tertre w 1654 i 1667 wspomniał o zielonych papugach żyjących na Gwadelupie; miały być rozmiarów sroki. James C. Greenway uznał, że opis mógł dotyczyć właśnie szmaragdolotki białodziobej. Hughes w 1750 również odnotował na Gwadelupie małe, zielone papugi (papugę określił Parakite). Hipoteza, jakoby szmaragdoltki białodziobe miały być w istocie zbiegłymi z niewoli szmaragdolotkami kubańskimi (P. euops), raczej nie jest prawdziwa, bowiem papugi te mają czerwień na skrzydłach, zaś szmaragdolotki białodziobe nie. Do wymarcia najprawdopodobniej przyczynił się odłów.